# L'Anse aux Meadows
L'Anse aux Meadows (do francês L'Anse-aux-Méduses, "Caverna das Águas-vivas") é um sítio arqueológico no extremo norte da ilha de Terra Nova, em Terra Nova e Labrador, no Canadá, onde foram encontrados restos de uma vila viquingue em 1960 pelo explorador norueguês Helge Ingstad e sua mulher, a arqueóloga Anne-Stine Ingstad. L'Anse aux Meadows provou-se ser da cultura escandinava devido às similaridades entre características das estruturas e artefactos encontrados no local e aquelas dos sítios arqueológicos da Groenlândia e da Islândia, originários por volta do ano 1000.
Acredita-se que o nome "L'Anse aux Meadows" tenha sido criado pelos pescadores franceses da área entre os séculos XVIII e XIX, que nomearam o sítio "L'Anse aux Méduses", significando "Baía das Águas-vivas". O nome moderno é uma corrupção do francês devido ao local ser aberto, composto por campinas (meadows, em inglês).
A aldeia era composta de, pelo menos, oito edifícios: três residências, uma forja, uma serragem para abastecer um estaleiro e três armazéns.

## Importância
L'Anse aux Meadows é o único sítio nórdico na América do Norte fora da Groenlândia, e representa a mais distante colônia européia conhecida no Novo Mundo antes das viagens de Cristóvão Colombo e John Cabot quase 500 anos depois, e a única evidência genuína de um contato Pré-colombiano entre o Novo e o Velho Mundo.
A aldeia foi nomeada Patrimônio da Humanidade pela UNESCO em 1978.

## Atrações turísticas
Um museu mostra um modelo da aldeia e alguns artefatos encontrados no local. Os turistas podem visitar os restos de oito edifícios. Perto do recinto arqueológico estão reconstruídas uma oficina e duas residências no estilo dos viquingues com muros de turfa e telhados de erva.

## Galeria

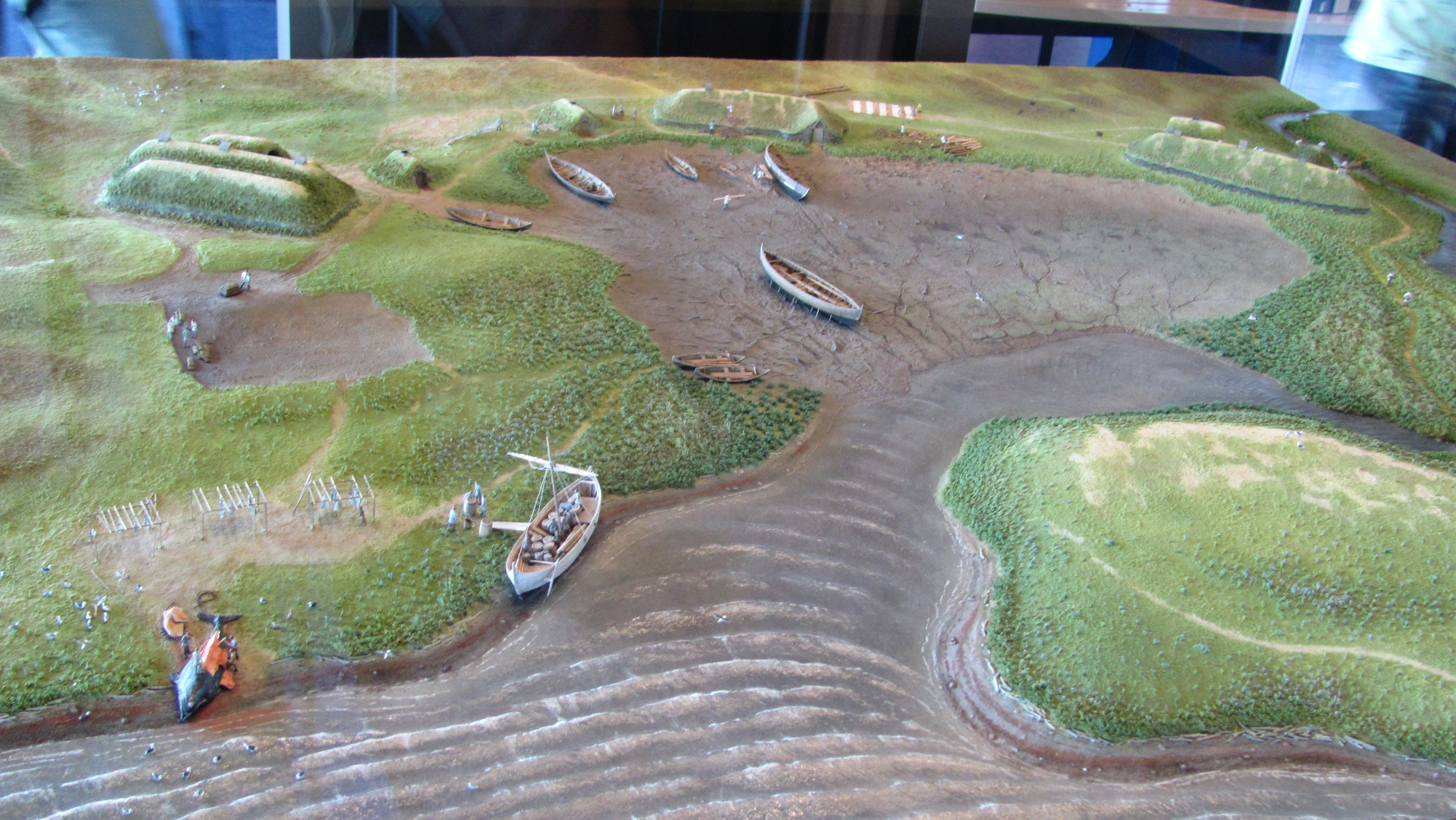
Modelo da aldeia no museu
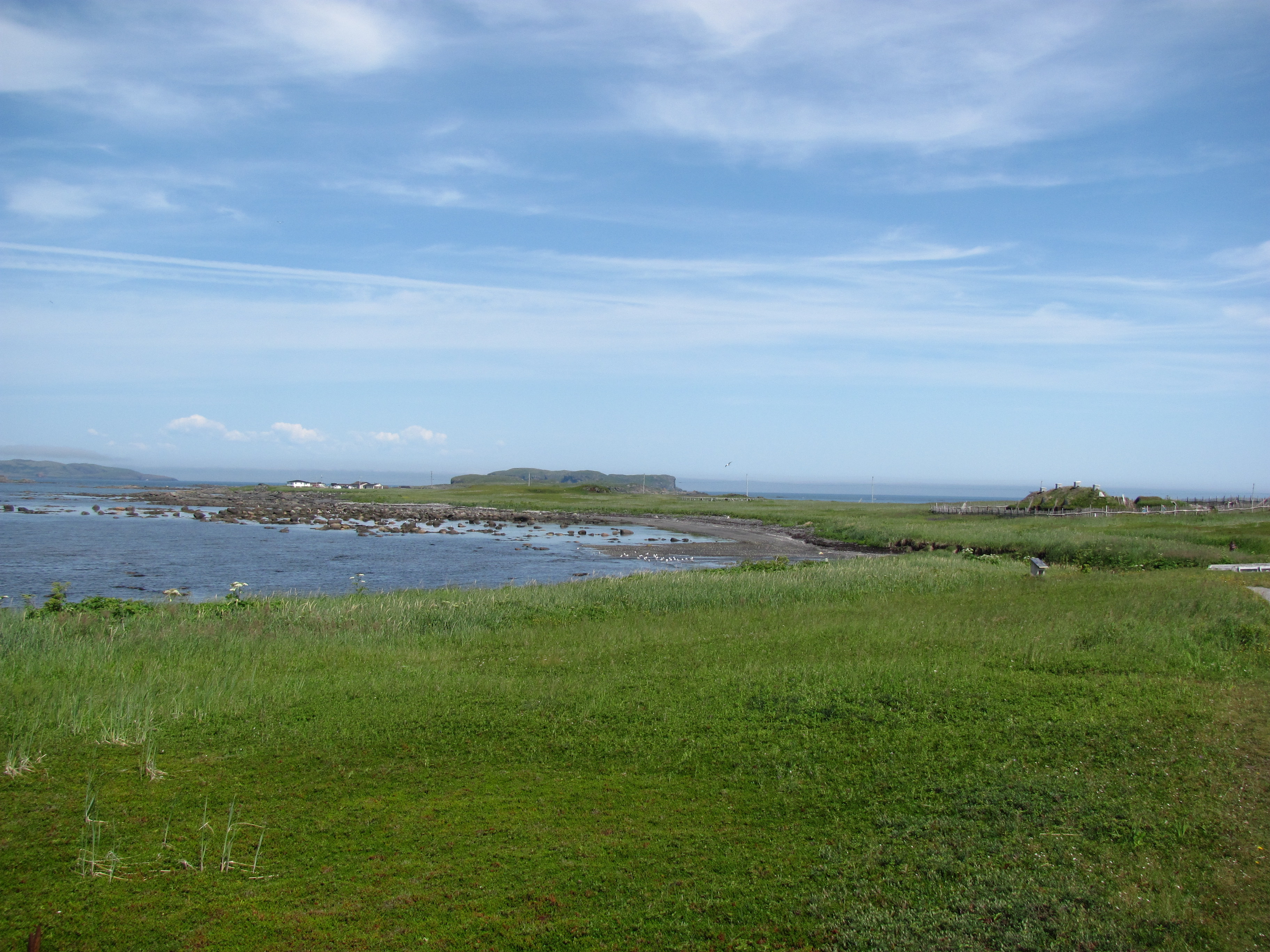
Vista global
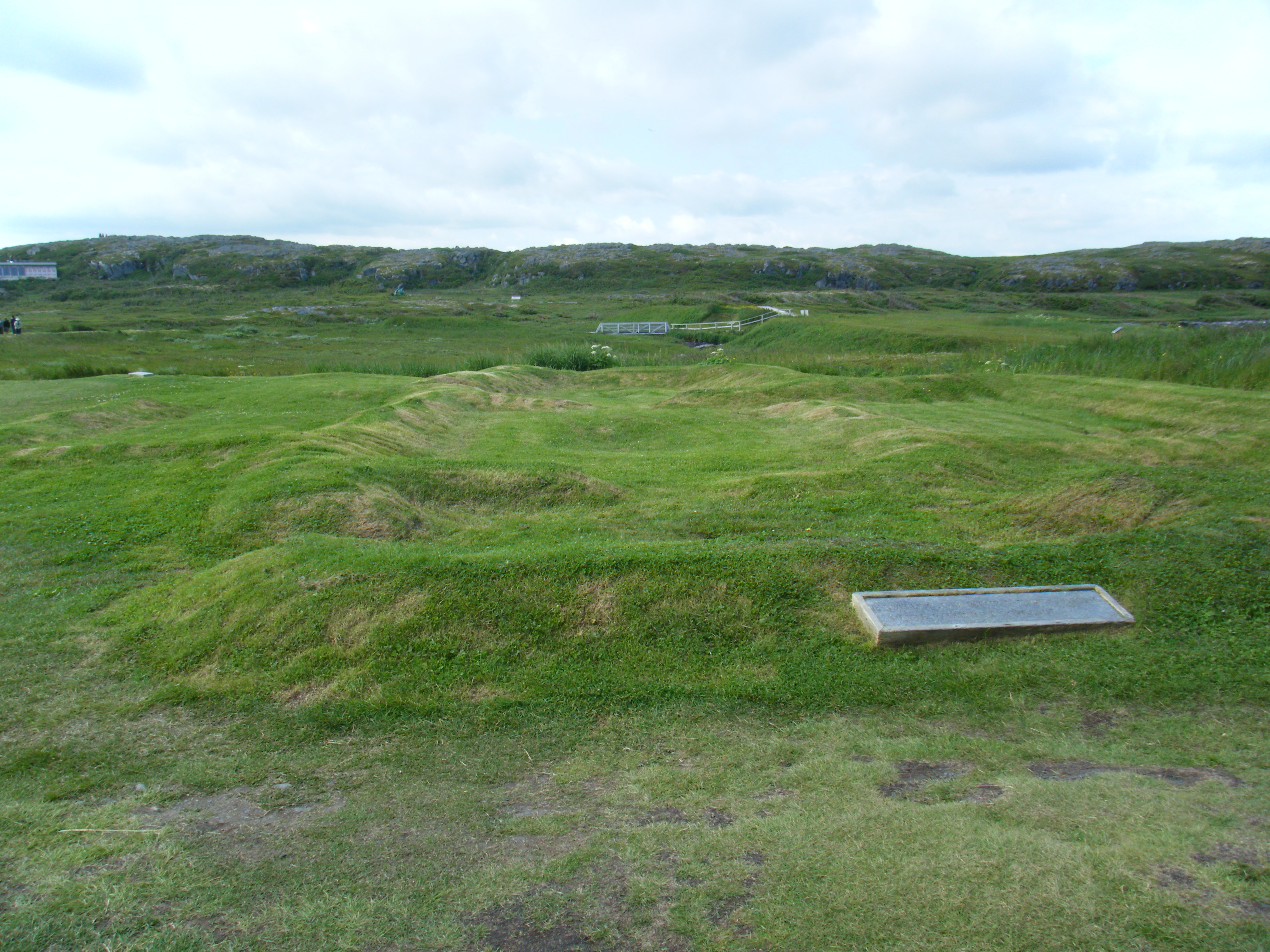
Resto de uma residência
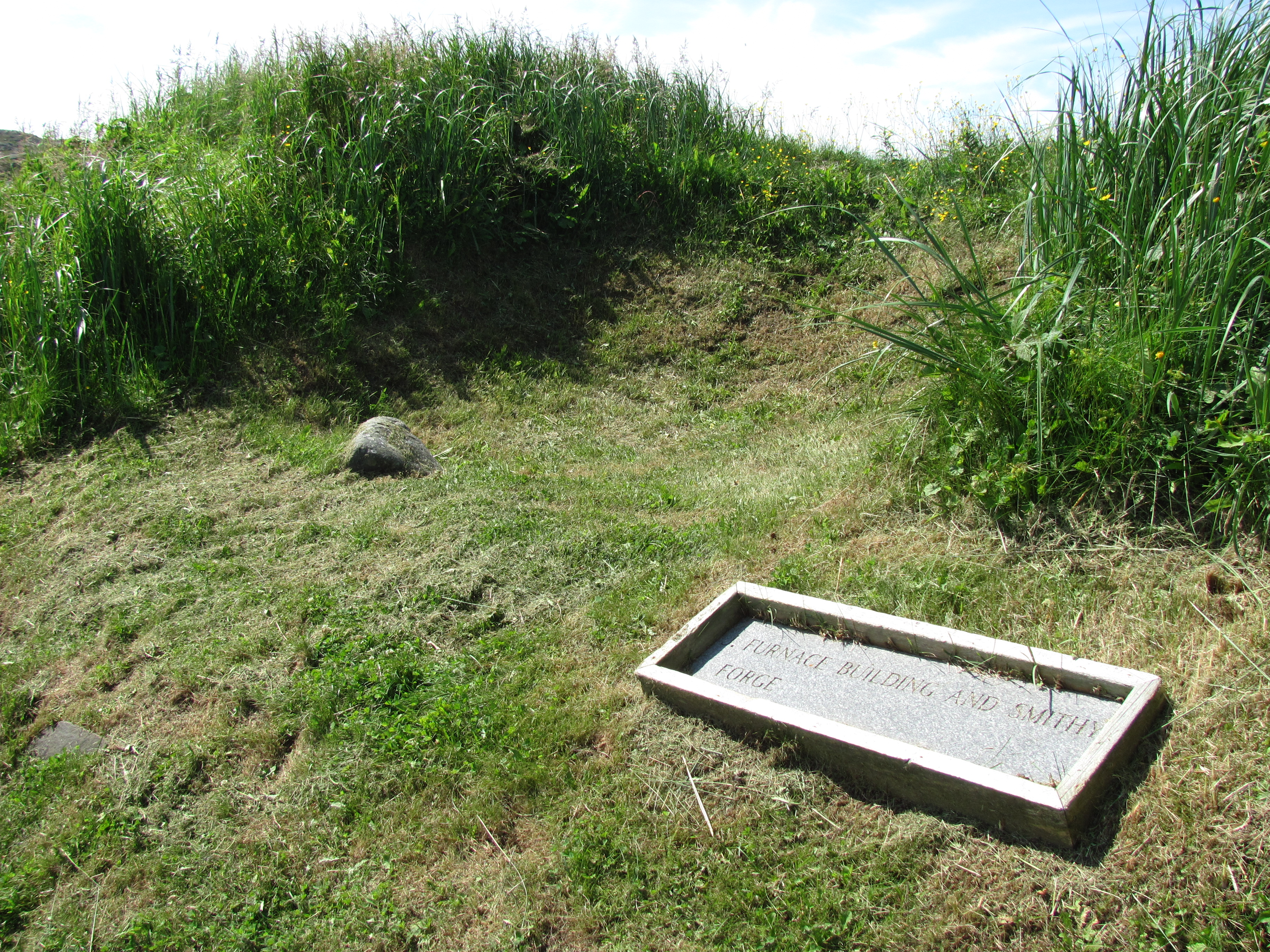
Resto de uma forja
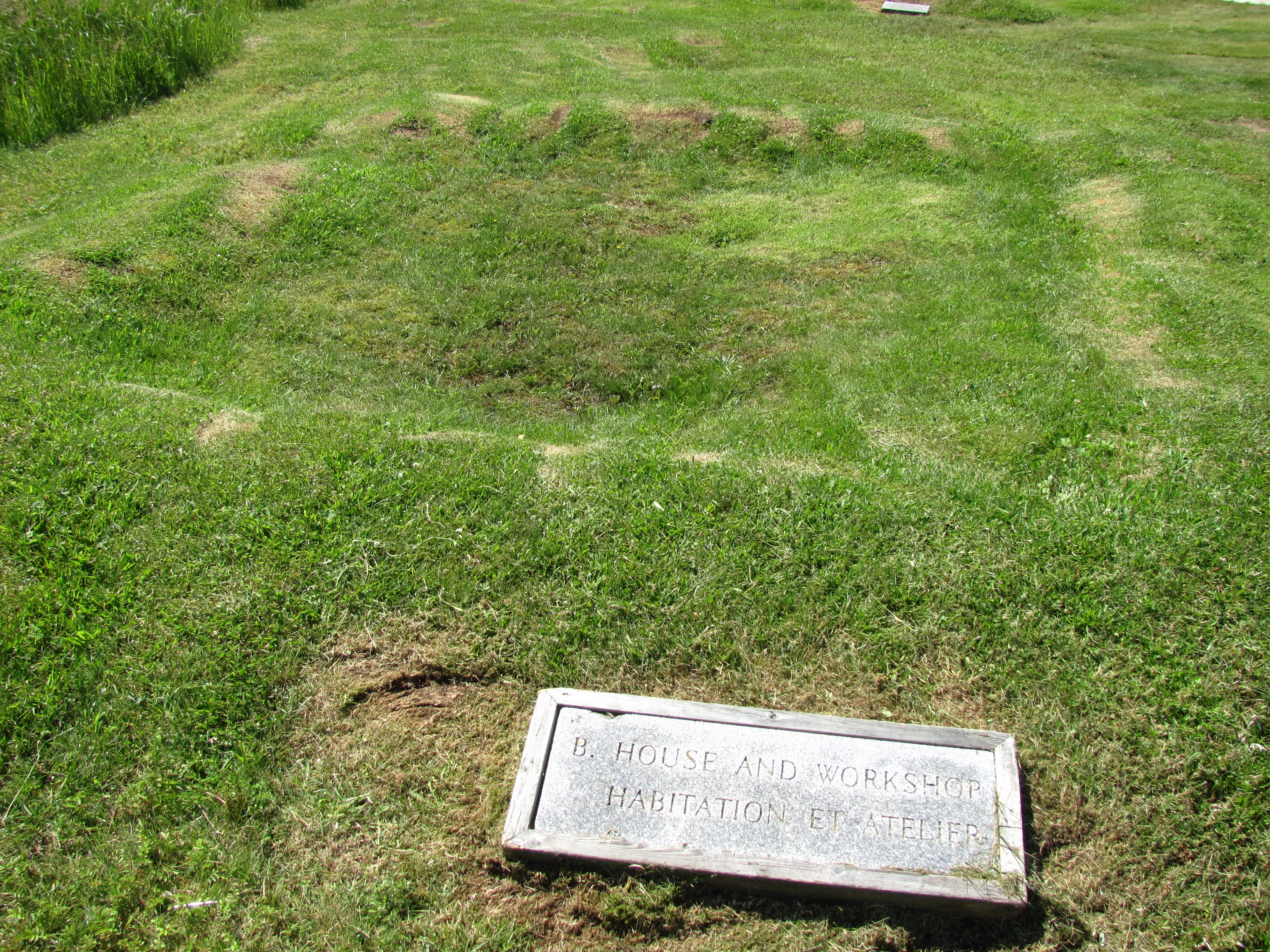
Resto de uma residência
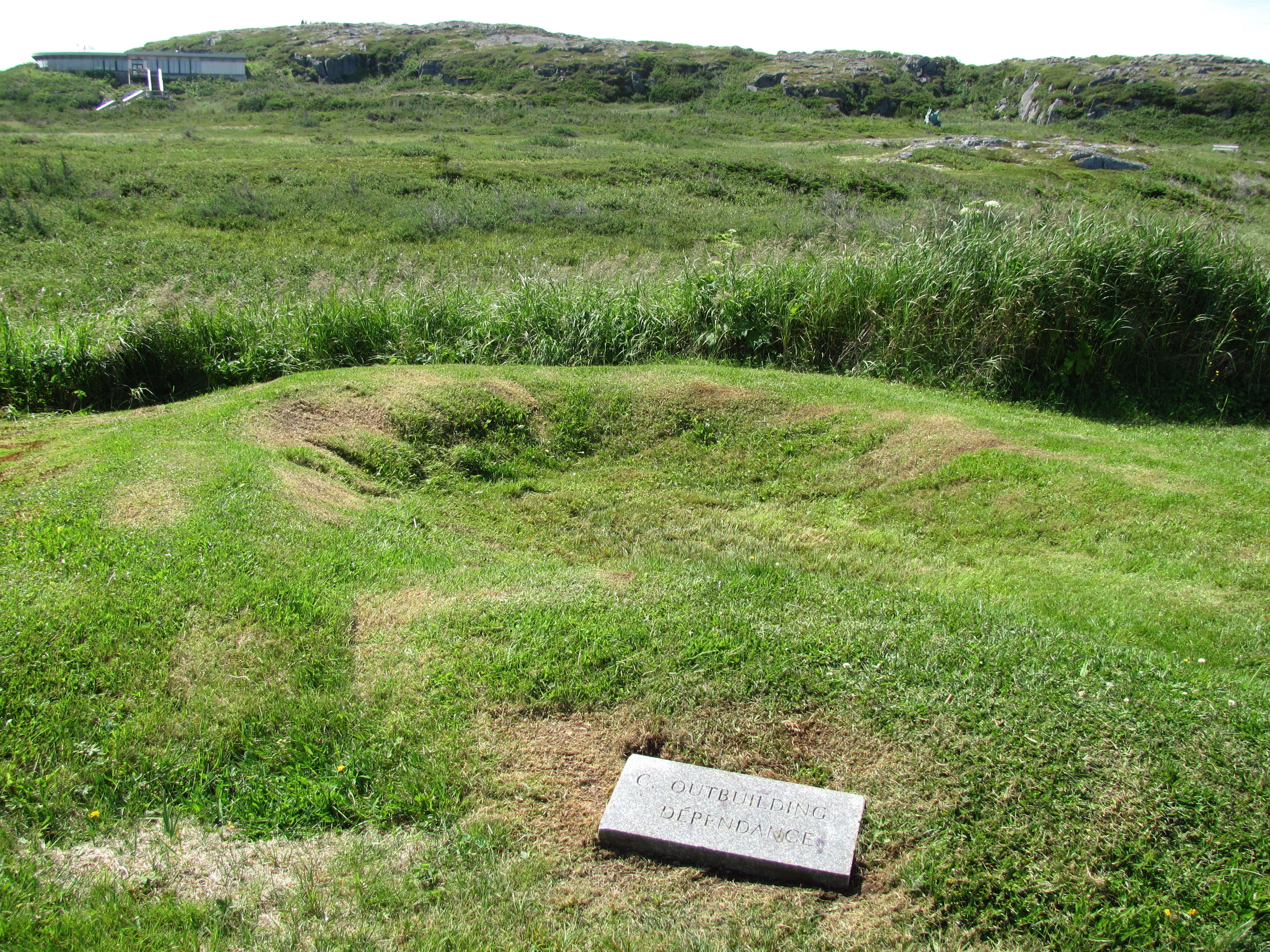
Resto de uma residência
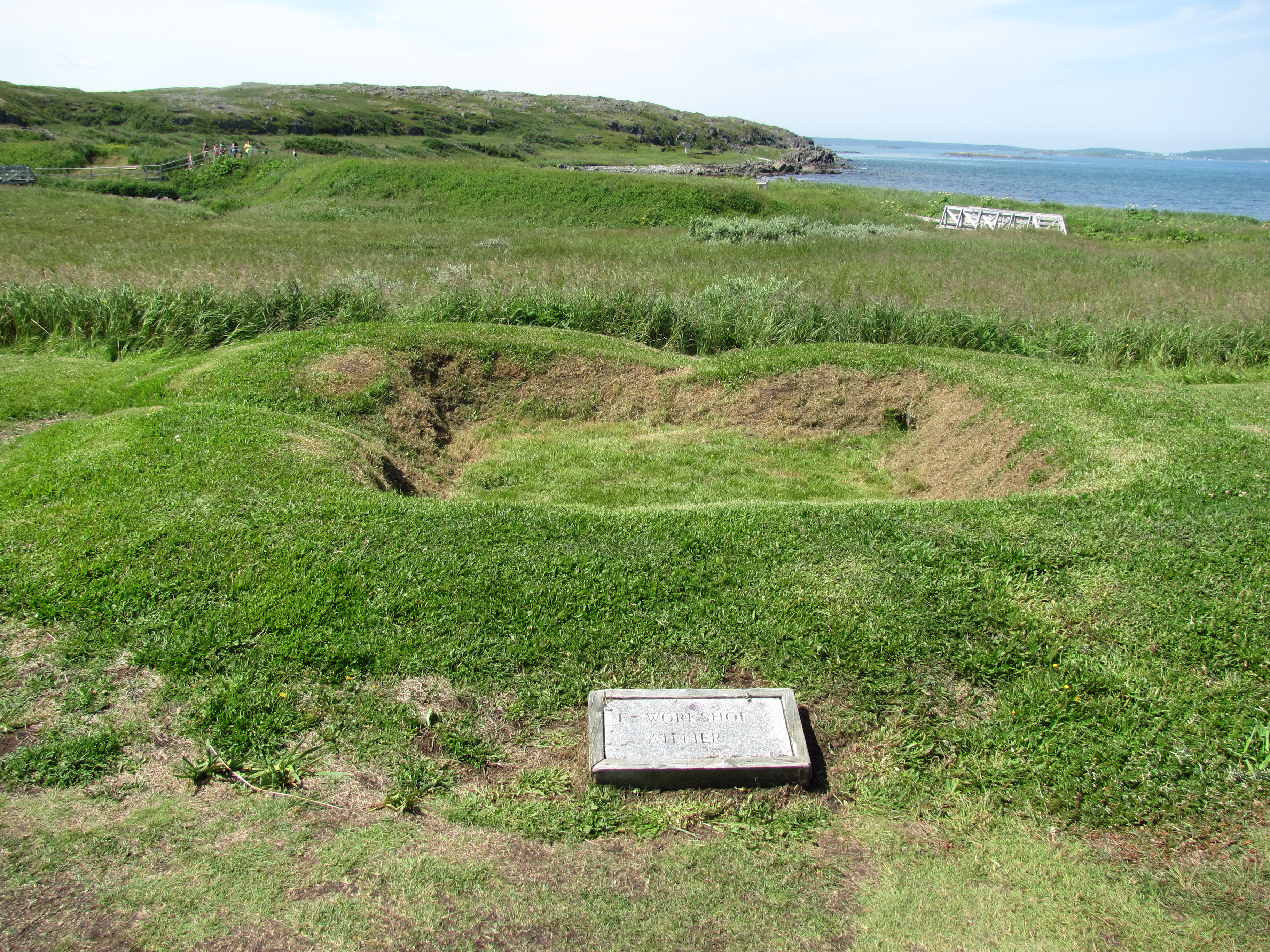
Resto de uma oficina
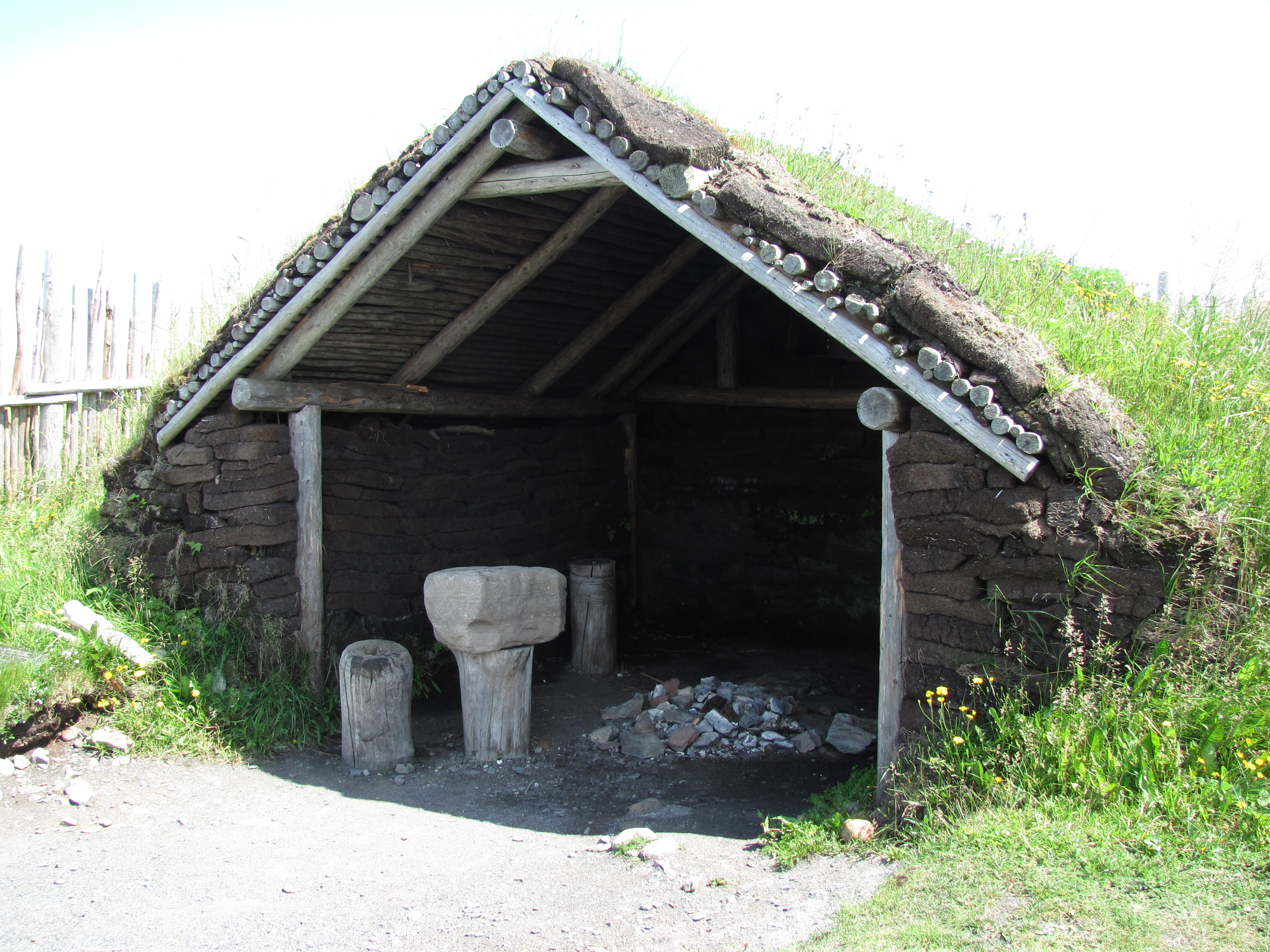
Oficina reconstruida no estilo viquingue
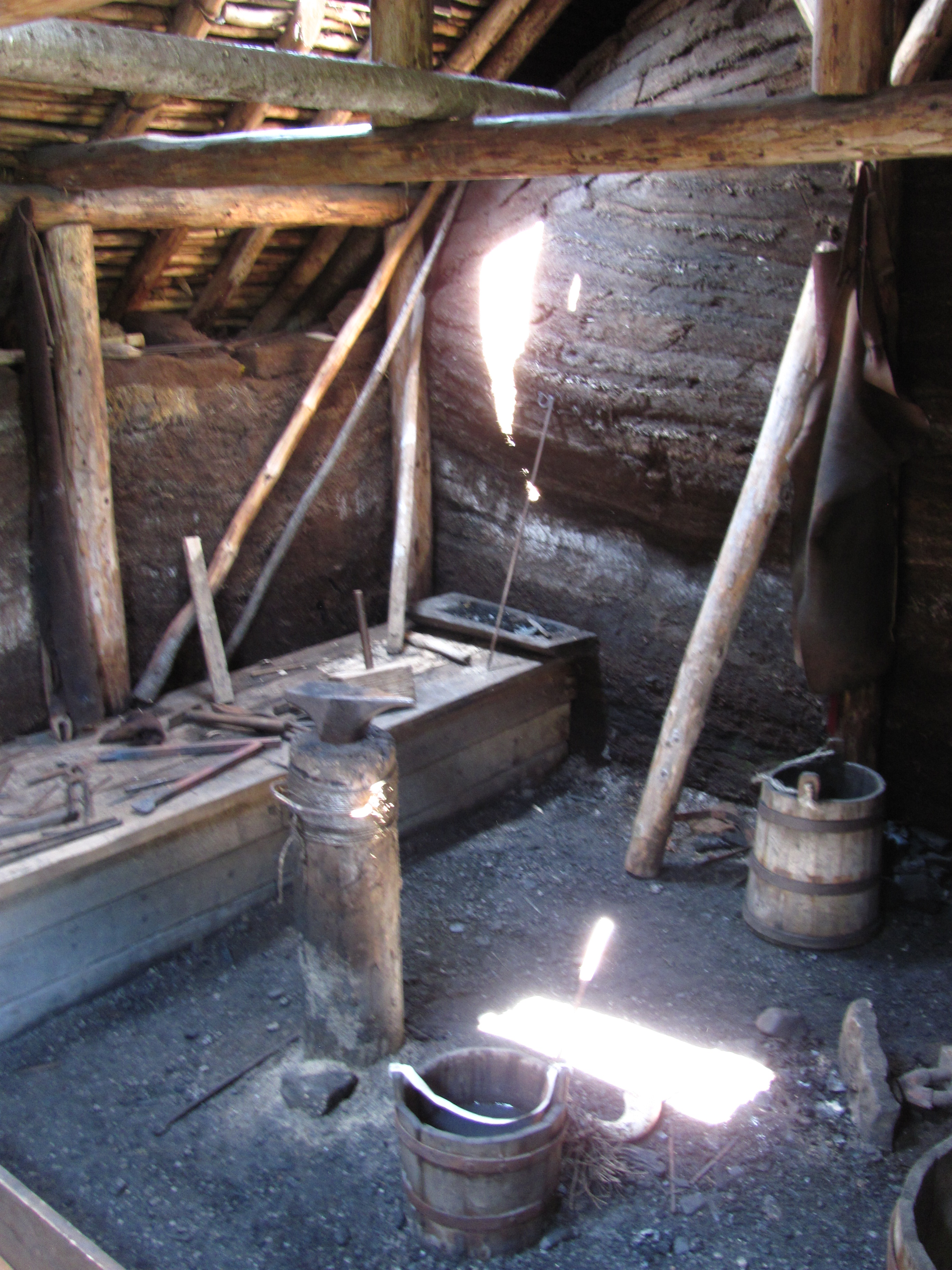
Residência reconstruida no estilo viquingue
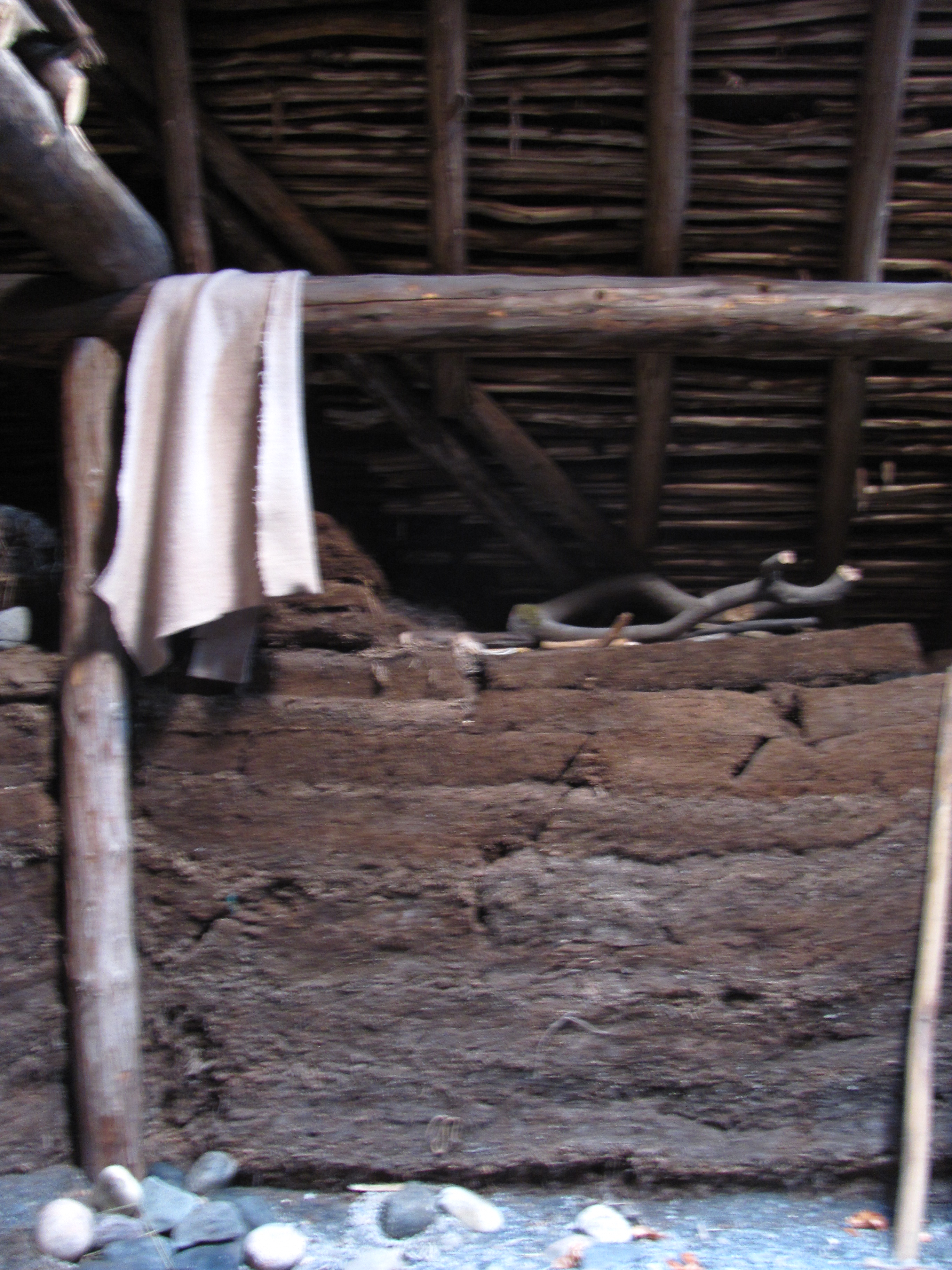
Residência reconstruida no estilo viquingue